# Powodów Pierwszy
Powodów Pierwszy – wieś w Polsce, położona w województwie łódzkim, w powiecie poddębickim, w gminie Wartkowice. Miejscowość wchodzi w skład sołectwa Powodów.
| SIMC    | Nazwa          | Rodzaj                          |
| ------- | -------------- | ------------------------------- |
| 0989985 | Przydziałeczki | część wsi (zniesiona w 2023 r.) |
| 0989979 | Przydziałki    | część wsi                       |
| 0716744 | Stary Powodów  | część wsi                       |

W latach 1975–1998 miejscowość należała administracyjnie do województwa sieradzkiego.